# ラッキー・ユー
『ラッキー・ユー』（原題：Lucky You）は、2007年のアメリカ映画。

## ストーリー
プロのポーカー・プレイヤーであるハックは、ラスベガスで行われるポーカーの世界選手権での優勝を目指していた。だがそれには、皆から尊敬される偉大なポーカー・プレイヤーである父を越えなければならなかった。そんな彼の前にビリーという女性が現れる。自分とは違い人生を正直に生きる彼女に、彼は惹かれていく。

## キャスト
| 役名                 | 俳優                           | 日本語吹替 |
| -------------------- | ------------------------------ | ---------- |
| ハック・チーバー     | エリック・バナ                 | 藤原啓治   |
| ビリー・オファー     | ドリュー・バリモア             | 浅野まゆみ |
| LC・チーバー         | ロバート・デュヴァル           | 有川博     |
| スーザン・オファー   | デブラ・メッシング             | 葛城七穂   |
| レディ・エディ       | ホレイショ・サンズ             | 石住昭彦   |
| ロイ・ドゥルチャー   | チャールズ・マーティン・スミス |            |
| レスター             | サヴェリオ・ゲーラ             |            |
| ミシェル・カーソン   | ジーン・スマート               |            |
| テレフォン・ジャック | ロバート・ダウニー・Jr         | 古澤徹     |
| レイ・ズンブロ       | マイケル・シャノン             |            |
| ジェイソン・ケイズ   | エヴァン・ジョーンズ           |            |

- この他にも実際のポーカー・プレイヤーが多数本人役で出演している。